# Lycium andersonii
Lycium andersonii är en potatisväxtart som beskrevs av Asa Gray. Lycium andersonii ingår i släktet bocktörnen, och familjen potatisväxter.

## Underarter
Arten delas in i följande underarter:
- L. a. deserticola
- L. a. wrightii

## Bildgalleri

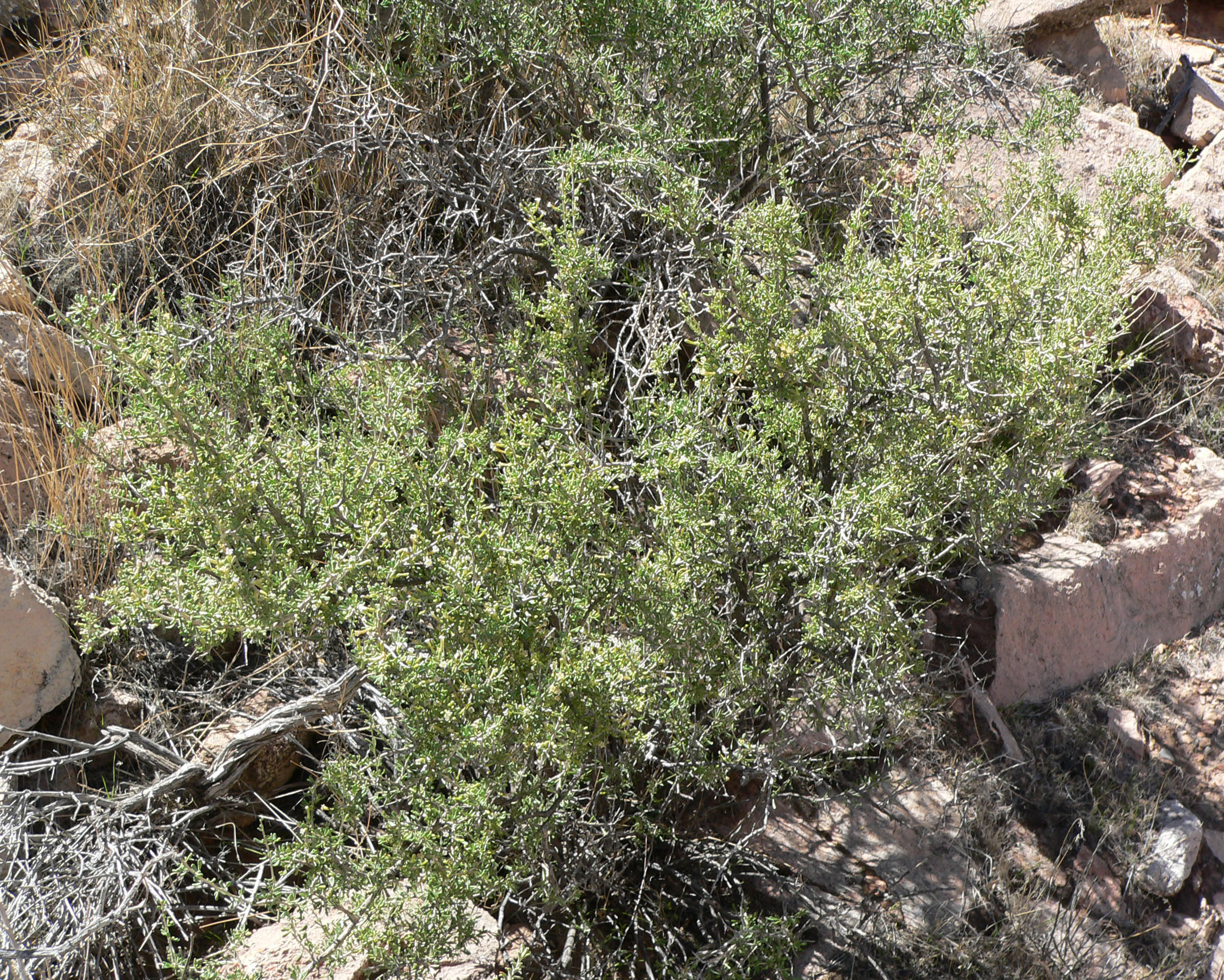
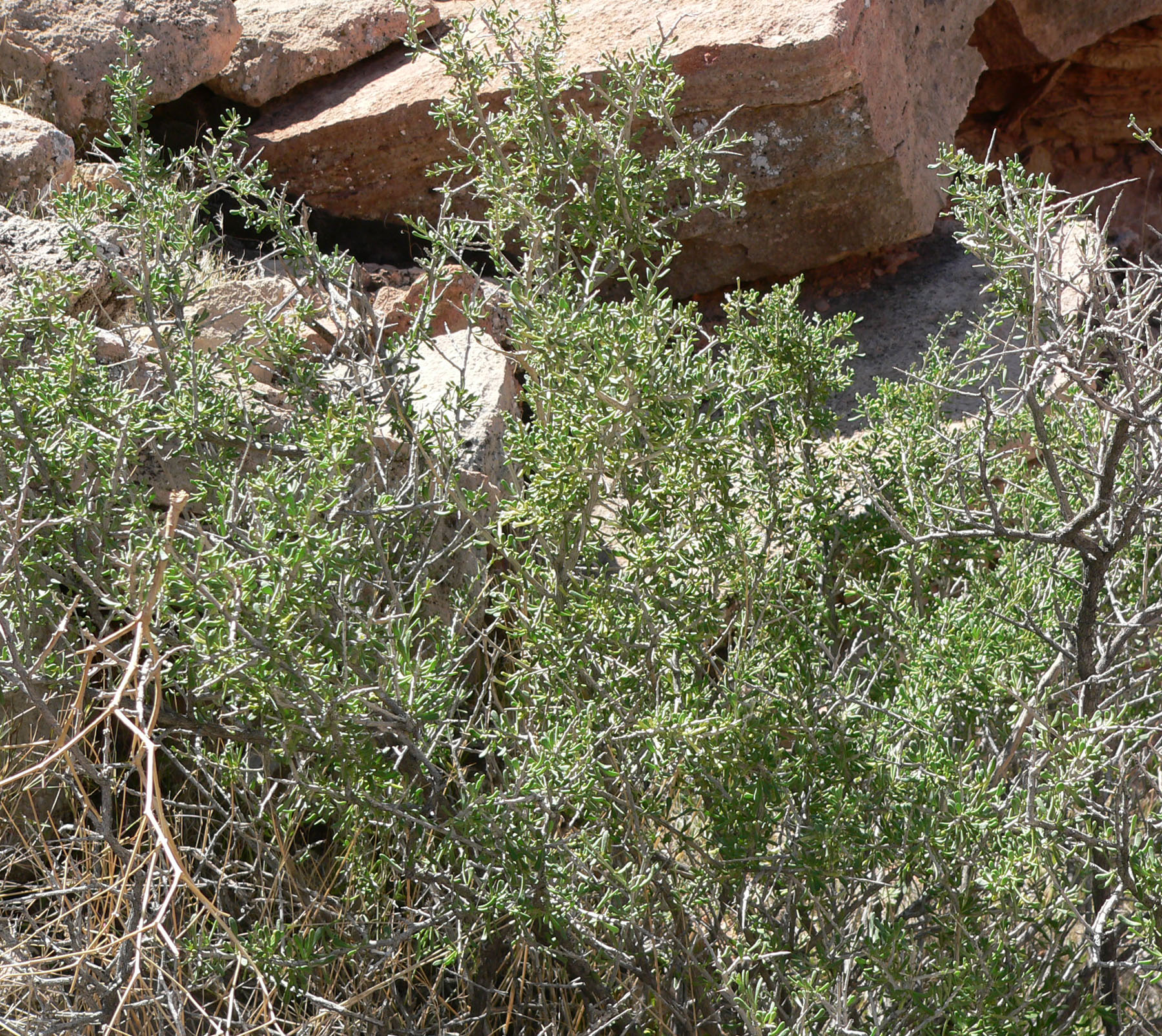
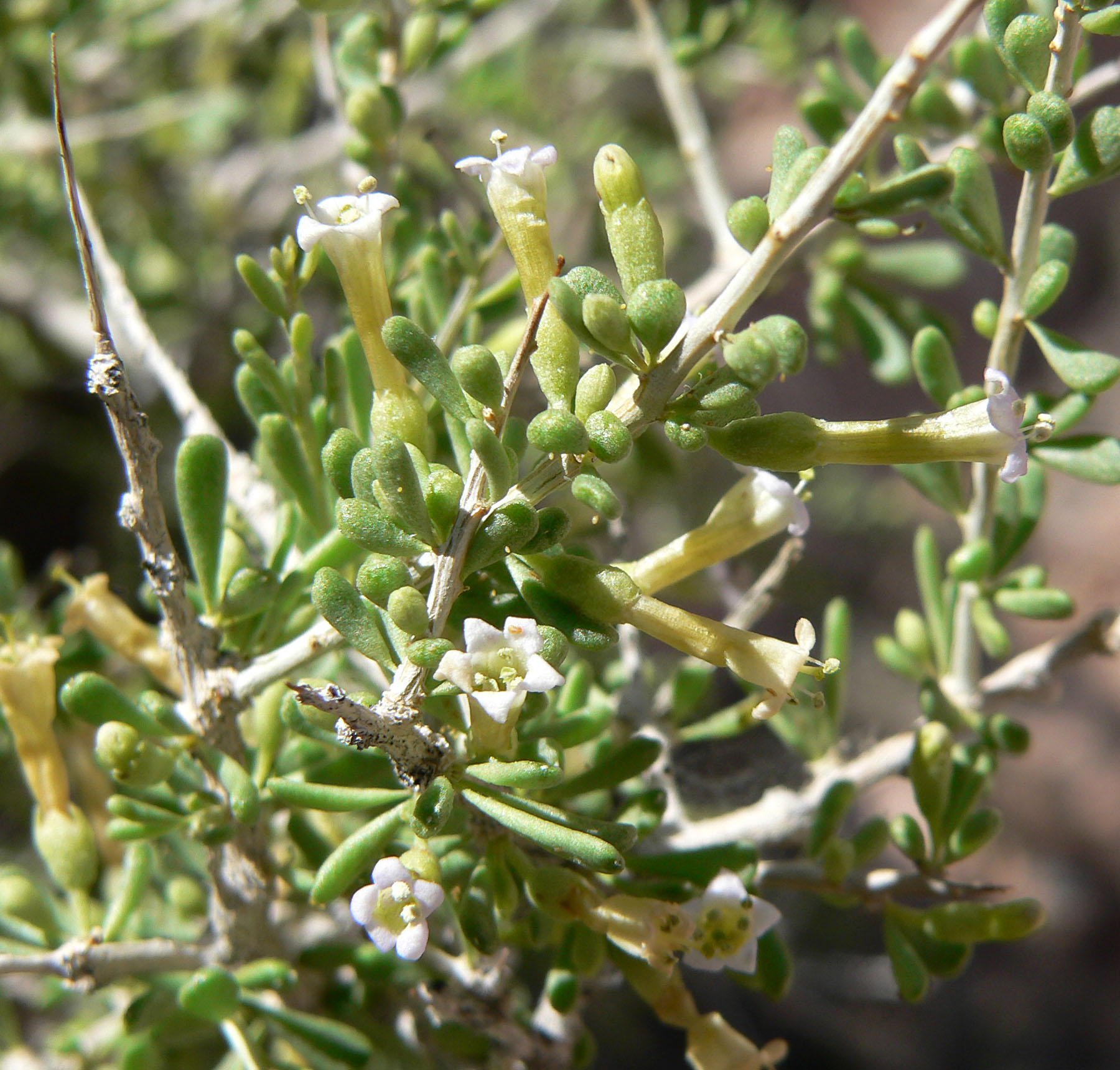
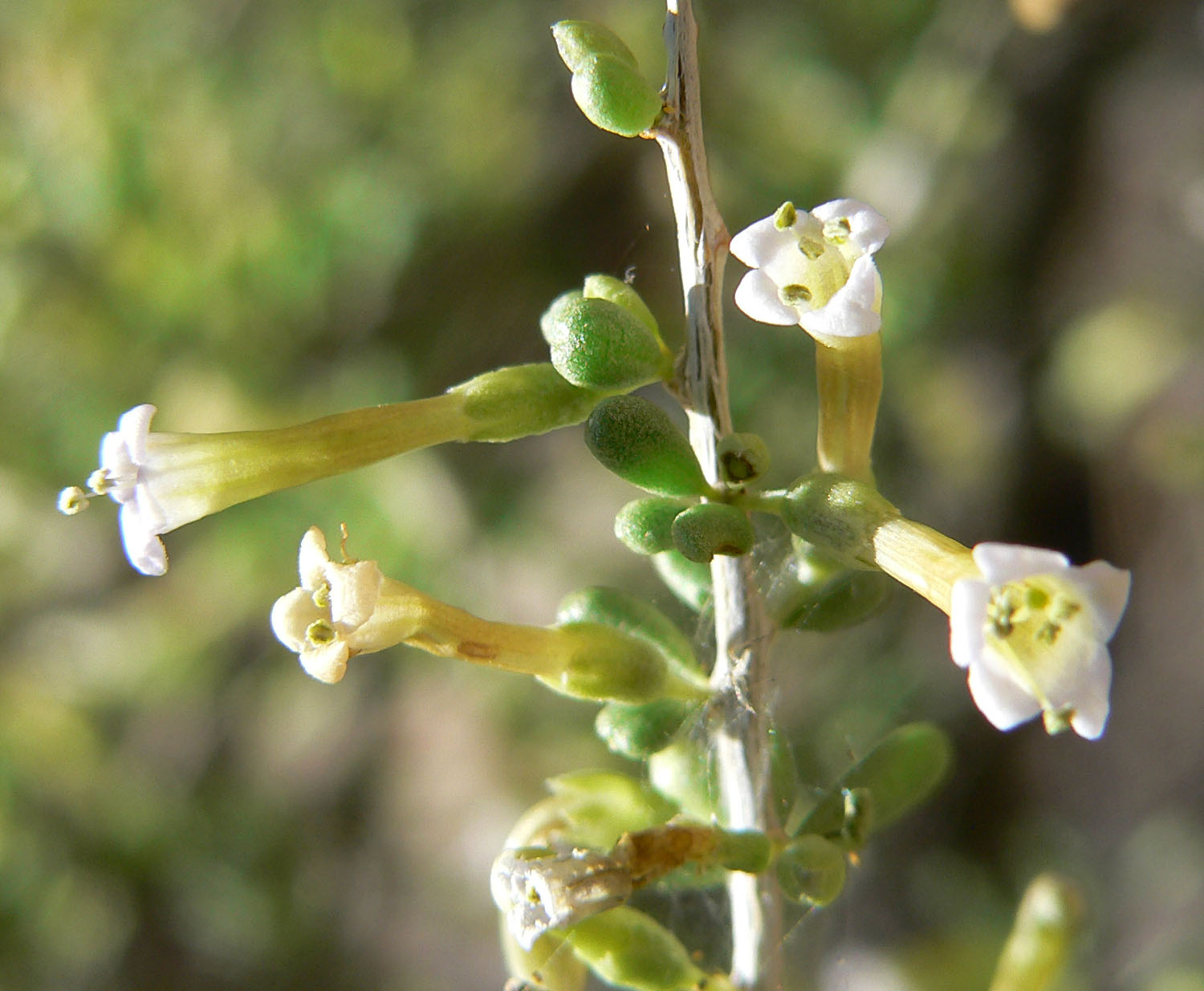
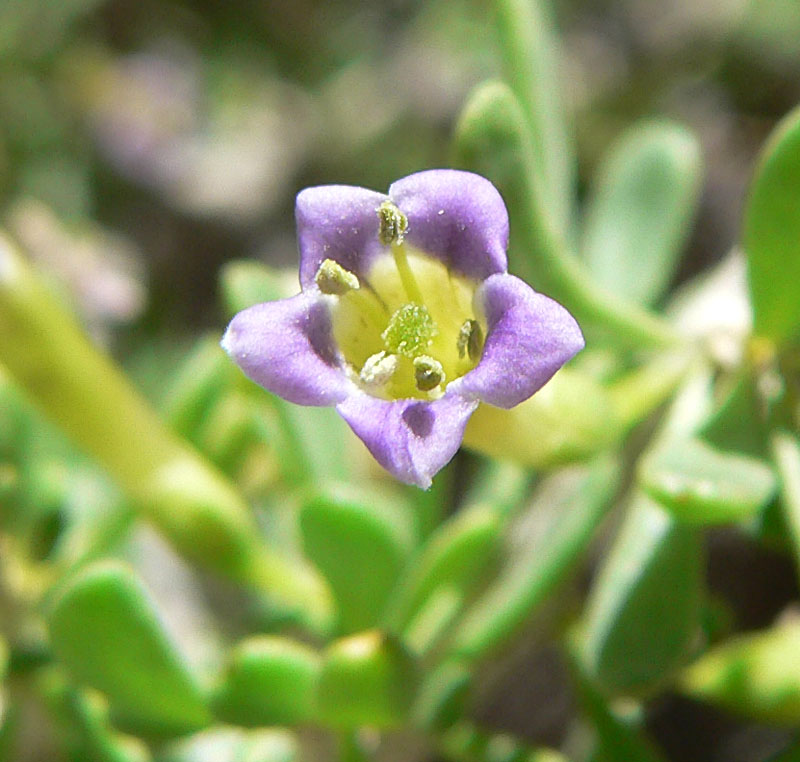
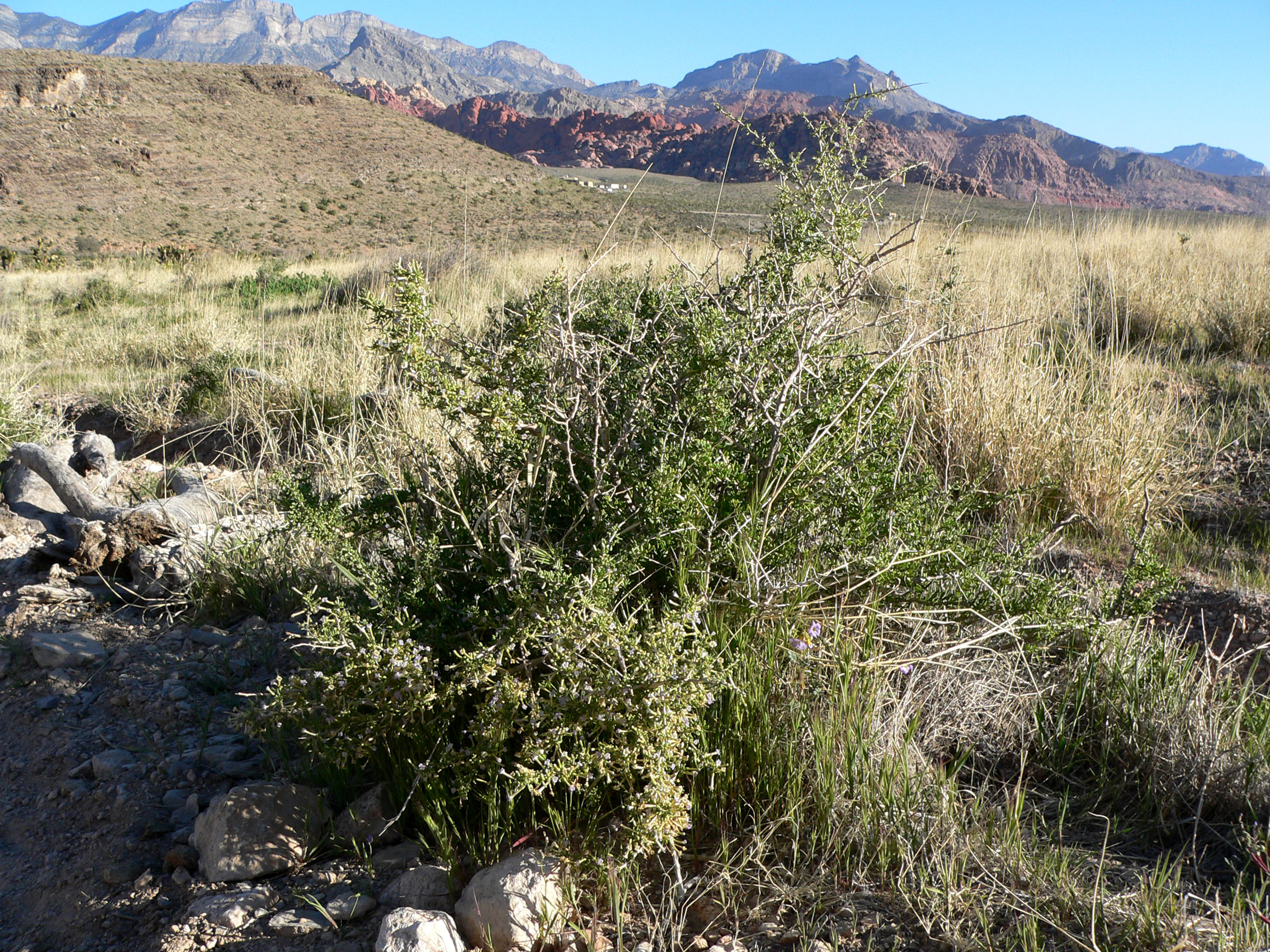